# Justo Vicente José de Herrera y Díaz del Valle
Justo Vicente José de Herrera y Díaz del Valle (n.  19 de julio de 1786 en Choluteca, Honduras - falleció en 1856, Honduras). Abogado, empresario y político de inclinación conservadora, jefe de Estado de Honduras entre 28 de mayo de 1837 al 3 de septiembre de 1838.

## Biografía
Justo Vicente José de Herrera y Díaz del Valle, conocido también como Justo José, nació en Choluteca, Honduras.
Sus padres fueron Juan Jacinto Herrera y la señora Paula Díaz del Valle. Sus hermanos fueron la empresaria Mariana Herrera Díaz del Valle, el Licenciado don Dionisio de Herrera y Próspero Herrera Díaz del Valle; también fue primo hermano del Licenciado José Cecilio del Valle.
De familia acomodada estudió en prestigiosos centros educativos.
Justo Vicente José de Herrera y Díaz del Valle, no fue la sombra de su hermano el Licenciado don Dionisio de Herrera, ya que desde muy temprana edad de identificó con los comercios y compras de diezmos junto a sus demás hermanos en la sureña Villa de Choluteca, donde fue nombrado Teniente de Partido. Entre sus ocupaciones comerciales también fue buscador de minas en los lugares de El Corpus, San Martín y Nueva Segovia en Nicaragua, en la Hacienda del Guayabo, sembró arbustos de jiquilite para extraer el añil, que era un rubro importante en el siglo XVIII.
En su carácter de Alcalde de Choluteca fue parte de los Actos de juramentación a la Constitución española de 1812 en el mes de julio. En 1820, ordenó la construcción de escuelas de primeras letras en su administración. Su hermano Dionisio de Herrera en 1824 fue nombrado primer Jefe Supremo del Estado de Honduras, siendo derrocado en mayo de 1827 por el teniente coronel José Justo Milla, siguiendo órdenes del Presidente de la Federación Centroamericana, general Manuel José Arce, mientras tanto Justo Vicente era atraído por el conservadurismo.

## Vida política
| Período     | Cargo                                                                    |
| ----------- | ------------------------------------------------------------------------ |
| 1815 - 1821 | Teniente alcalde mayor del Partido de Jerez de la Frontera de Choluteca. |
| 1817        | Alcalde de la Villa de Choluteca.                                        |
| 1820-1821   | Diputado por Choluteca.                                                  |
| 1824        | Diputado por Choluteca en la Primera Asamblea Constituyente.             |
| 1829-1831   | Magistrado Presidente del Tribunal Supremo de Justicia.                  |
| 1844        | Secretario de la Dieta Confederativa en San Vicente, El Salvador.        |

## Jefatura Suprema de Estado
En 1837 la XI Asamblea Legislativa Constitucional, conforme a lo establecido en la Constitución del Estado de Honduras de 1825 nombra el 28 de mayo al Licenciado Justo Vicente José de Herrera como Jefe Supremo del Estado de Honduras, en sustitución del General José María Martínez Salinas; y como vicejefe de Estado a José Trinidad Cabañas asimismo como Ministro General del Gobierno al Licenciado León Alvarado. En su administración solicitó a la Asamblea para que la Constitución emitida en 11 de diciembre de 1825 fuese revisada o modificada, conforme a sus ideales conservadores, así se abría una oportunidad para que Honduras como Estado, pudiese salir de la República Federal de Centro América; debido a esto, el 16 de junio de 1838 se celebró una reunión constitucional separatista que llevó a promover una Ley por un Consejo Federal, en la cual se reafirmaba que las naciones centroamericanas podían ser libres e independientes. Honduras lo pondría de manifiesto en Decreto en la nueva Jefatura de Estado de José María Martínez Salinas y posteriormente apareció en la nueva Constitución del Estado de Honduras de 1839. Para entonces, el Licenciado Justo Vicente Herrera por razones de salud había renunciado a su cargo previamente, el 3 de septiembre de 1838.
Pobladores de Honduras, disconformes con el nombramiento de Justo Herrera como jefe de Estado en 1838, iniciaron unas manifestaciones, algunos municipios en rebeldía buscaron el apoyo de otros, dichos movimientos perduraron hasta 1839. Previamente en 1838, en Yocón un pueblo de Olancho, se manifestaron disconformes con el impuesto de 10 Reales anuales, decretado en ese año y que afectaba a la población masculina de entre 18 a 50 años de edad. Las comunidades de Santa Ana y Texiguat a las órdenes del coronel José Bustillo lograron armas a unos 400 indígenas y 300 más con armas cortantes, con el fin de levantarse contra la jefatura de estado. a finales de 1838 la comunidad de Goascorán se puso a las órdenes del gobierno de El Salvador y bajo protección militar de aquel país, argumentando que el Poder Ejecutivo estaba en contra de medidas de desarrollo de los pueblos hondureños y de estar oprimidos por la milicia de Tegucigalpa.
Aparte de luchar por un estado libre e independiente en la política, la administración de Justo Vicente José de Herrera se vio opacada por la epidemia del cólera-morbús, de cuyo catástrofe se contaron más de 400 muertes en la ciudad de Gracias.
Texíguat la bastión más importante del levantamiento, se declaró en rebeldía contra el gobierno federal, en un manifiesto que decía así:

1. Queda este pueblo, desde hoy, separado de lo que se llama Estado de Honduras, hasta que éste no vuelva al regimén constitucional, o se esclarezca otro sistema legal.
2. Entretanto, se pone este pueblobajo la salvaguardia de las leyes y sus respectivas autoridades locales, y en consecuencia de la Acta de 15 de junio de 1827, bajo la protección de las supremas autoridades del Estado de El Salvador...

El 27 de noviembre de 1838 se pronunció en el mismo sentido la villa de Los Llanos de Santa Rosa, desconociendo las autoridades gubernamentales de Gracias y uniéndose a El Salvador.
Para apaciguar los levantamientos de Texiguat, Justo José, nombró pacificador al Teniente Francisco Ferrera, quien se aprestó a marchar sobre Santa Ana, Nacaome y Goascorán debido a un malintencionado rumor de haber envenenado las aguas de un río. Igualmente comisionó al Padre José Trinidad Reyes como pacificador en la comunidad de Santa Ana, del mismo modo nombra a Pedro Pablo Chévez, Leonardo Romero y al Padre Francisco Antonio Márquez, para lograr una conciliación de una vez por todas en Texiguat. En correspondencia dirigida al General Francisco Morazán, le recuerda un abono por la cantidad de 17,000 Pesos para el negocio del cuño. Después de su administración en la jefatura de estado, fue designado Ministro Plenipotenciario ante el gobierno federal, seguidamente Honduras y El Salvador entran en guerra en 1845 y decide trasladarse a El Salvador y cuando regresa a Honduras se cerciora de como las propiedades de sus familias fueron saqueadas, nuevamente regresa a El Salvador después de caer el gobierno del presidente General José Trinidad Cabañas. El 13 de marzo de 1856, el Diario oficial salvadoreño, publica un obituario a su memoria.